# Пік Шота Руставелі
Пік Шота Руставелі (груз. შოთა რუსთაველის მწვერვალი, англ. Shota Rustaveli Peak) — гора в центрі Великого Кавказького хребта, висотою — 4960 метрів, розташована на кордоні Сванетії у Грузії та Кабардино-Балкарії.

## Географія
Гора розташована у Безенгійській стіні, Головного Кавказького хребта, між вершинами Джангі-тау Східна — на північному заході та Шхара Західна — на південному сході. Названа на честь грузинського державного діяча і поета XII віку Шота Руставелі. Існує небезпека сходу льодовиків в сусідню долину.
За 3 км на північний захід, між вершинами Джангі-тау Західна (5059 м) — на південному сході та Катин-Тау (4979 м) — на північному заході, розташований Пік 4859 (4859 м), який також інколи називають «Піком Шота Руставелі».
Абсолютна висота вершини 4960 метрів над рівнем моря (вважається дев'ятою за висотою вершиною Кавказу). Відносна висота — 40 м. Топографічна ізоляція вершини відносно найближчої вищої гори Джангі-тау Східна (5034 м) — становить 0,47 км.